# Blick aktuell
BLICK aktuell ist eine Regionalzeitung in Rheinland-Pfalz und Nordrhein-Westfalen. 
Hervorgegangen aus der Sinziger Zeitung (seit 1876) erscheinen mittlerweile wöchentlich 39 Lokalausgaben mit einer Auflage von rund 430.000 Stück. Die Heimatzeitung erscheint im Krupp Verlag und wird ausschließlich durch Anzeigen finanziert (Anzeigenblatt, Intelligenzblatt).  Einige Lokalausgaben der unabhängigen und überparteilichen Wochenzeitung fungieren als Amtliches Bekanntmachungsorgan der jeweiligen Städte oder Verbandsgemeinden.
Schwerpunkt der Berichterstattung sind lokale Ereignisse und Lokalpolitik. Auch längere Lesestücke zu sozialen Konflikten und Heimatgeschichte werden abgedruckt. Es wird kein Mantel produziert. Auf regelmäßig erscheinenden Sonderseiten finden sich Service-Beiträge und lokale Einkaufsinformationen. Chefredakteur von BLICK aktuell ist Hermann Krupp, stellvertretender Chefredakteur seit 2018 Daniel Robbel. Etwa 100 freie Journalisten berichten für die diversen Lokalausgaben. Die Redaktion hat sich dem Pressekodex des Deutschen Presserates unterworfen. Sitz der Zentralredaktion unter der Leitung von Daniel Stoffel ist in Sinzig am Rhein. 
Das Verbreitungsgebiet umfasst die gesamten Landkreise Ahrweiler und Mayen-Koblenz sowie große Teile der Kreise Neuwied, Cochem-Zell, Rhein-Lahn, des Westerwaldkreises sowie des Rhein-Sieg-Kreises. Gedruckt werden alle Ausgaben beim Schwesterunternehmen des Krupp Verlags, KRUPP Druck OHG. Das Wochenblatt erscheint im Tabloid-Format.

## Lokalausgaben
| Ausgabe                 | Auflage | Erscheinungsgebiet         | seit      | ehemaliger Titel                    | ZDB       |
| ----------------------- | ------- | -------------------------- | --------- | ----------------------------------- | --------- |
| Adenau                  | 6.717   | VG Adenau                  | 2005      |                                     | 2839806-3 |
| Altenahr                | 5.328   | VG Altenahr                | 1992      | Mittelahr-Echo                      | 2839586-4 |
| Andernach               | 14.575  | Andernach                  | 1988      | Andernacher Stadtzeitung            | 2839908-0 |
| Bad Breisig             | 6.852   | VG Bad Breisig             | 1987      | Bad Breisiger Echo                  | 2839277-2 |
| Bad Ems                 | 9.650   | Bad Ems                    | 2015      |                                     | 2840641-2 |
| Bad Hönningen           | 6.439   | Bad Hönningen              | 1999      | Bad Hönninger Echo                  | 2839574-8 |
| Bad Neuenahr-Ahrweiler  | 15.778  | Bad Neuenahr-Ahrweiler     | 1992      | Kreisstadt-Echo                     | 2176922-9 |
| Bendorf                 | 8.510   | Bendorf                    | 2005      |                                     | 2839848-8 |
| Brohltal                | 8.388   | VG Brohltal                | 1987      | Brohltal Echo                       | 2839737-X |
| Cochem                  | 10.322  | VG Cochem                  | 2002      | Cochemer Reporter                   | 2839476-8 |
| Dierdorf                | 4.958   | Dierdorf                   | 2003      | Dierdorfer Reporter                 | 2839390-9 |
| Grafschaft              | 5.328   | Grafschaft                 | 1992      | Grafschafter Echo                   | 2839804-X |
| Höhr-Grenzhausen        | 7.550   | VG Höhr-Grenzhausen        | 2015      |                                     | 2840593-6 |
| Kaisersesch             | 6.688   | VG Kaisersesch             | 2001      | Kaisersescher Reporter              | 2839482-3 |
| Koblenz                 | 58.331  | Koblenz                    | 2007      |                                     | 2839738-1 |
| Lahnstein               | 11.351  | Lahnstein                  | 2015      |                                     | 2823120-X |
| Linz                    | 8.885   | Linz am Rhein              | 2002      | Reporter Linz                       | 2839382-X |
| Maifeld                 | 11.126  | VG Maifeld                 | 1998      | Maifelder Chronik                   | 2839343-0 |
| Mayen                   | 11.251  | Mayen                      | 1997      | Mayener Stadtzeitung                | 2839260-7 |
| Meckenheim              | 11.176  | Meckenheim                 | 1994      | Meckenheimer Stadtzeitung           | 2839292-9 |
| Mendig                  | 6.776   | VG Mendig                  | 1997      |                                     | 2839268-1 |
| Montabaur               | 19.215  | VG Montabaur               | 2016      |                                     | 2851440-3 |
| Neuwied                 | 32.743  | Neuwied                    | 2003      | Neuwieder Stadtzeitung              | 2839512-8 |
| Pellenz                 | 7.679   | VG Pellenz                 | 1988      | Andernacher Stadtzeitung            | 2839892-0 |
| Puderbach               | 8.238   | VG Puderbach               | 2010      |                                     | 2839733-2 |
| Ransbach-Baumbach       | 7.376   | VG Ransbach-Baumbach       | 2016      |                                     | 2851434-8 |
| Remagen                 | 8.293   | Remagen                    | 1985      | Remagener Chronik                   | 2839248-6 |
| Rengsdorf-Waldbreitbach | 12.191  | VG Rengsdorf-Waldbreitbach | 2002/2003 | Wiedtal Echo / Rengsdorfer Reporter | 2917316-4 |
| Rheinbach               | 13.139  | Rheinbach                  | 1994      | Rheinbacher Stadtzeitung            | 2839285-1 |
| Rhein-Mosel             | 13.167  | VG Untermosel              | 2001      | Untermoselreporter                  | 2839488-4 |
| Selters                 | 7.020   | VG Selters                 | 2016      |                                     | 2851370-8 |
| Sinzig                  | 8.624   | Sinzig                     | 1876      | Sinziger Zeitung                    | 2839914-6 |
| Swisttal                | 7.677   | Swisttal                   | 1994      | Swisttaler Echo                     | 2839592-X |
| Unkel                   | 6.064   | VG Unkel                   | 1999      | Unkeler Reporter                    | 2839521-9 |
| Vallendar               | 7.897   | VG Vallendar               | 2005      |                                     | 2839729-0 |
| Vordereifel             | 7.681   | VG Vordereifel             | 1997      | Vordereifel Reporter                | 2839725-3 |
| Wachtberg               | 8.641   | Wachtberg                  | 2002      | Wachtberger Reporter                | 2839515-3 |
| Weißenthurm             | 16.330  | VG Weißenthurm             | 1996      | Weißenthurmer Zeitung               | 2848294-3 |
| Wirges                  | 9.534   | VG Wirges                  | 2016      |                                     | 2851431-2 |